# Иодид ниобия(IV)
Иодид ниобия(IV) — неорганическое соединение, 
соль металла ниобия и иодистоводородной кислоты
с формулой NbI4,
серые гигроскопичные кристаллы.

## Получение
- Разложение при нагревании иодида ниобия(V) в вакууме:

{\displaystyle {\mathsf {2NbI_{5}\ {\xrightarrow {270^{o}C}}\ 2NbI_{4}+I_{2}}}}
- Реакция йода и ниобия в градиенте температур:

{\displaystyle {\mathsf {Nb+2I_{4}\ {\xrightarrow {430-470^{o}C}}\ NbI_{4}}}}

## Физические свойства
Иодид ниобия(IV) образует серые кристаллы
ромбической сингонии,
пространственная группа C mc21,
параметры ячейки a = 0,767 нм, b = 1,323 нм, c = 1,393 нм, Z = 8
.
При температурах 348 и 417°С происходит фазовый переход с образованием β-NbI4 и γ-NbI4 модификаций, соответственно.
Очень гигроскопичен.
Растворяется в растворе соляной кислоты с образованием синего раствора.